# والدینا
والدینا (به ایتالیایی: Valdina) یک کومونه در ایتالیا است که در استان مسینا واقع شده‌است.

## خصوصیات
والدینا ۲٫۸ کیلومترمربع مساحت و ۱٬۲۵۳ نفر جمعیت دارد.